# 影井梅夫
影井梅夫（日语：／ Kagei Umeo，1920年—2003年7月4日），日本外交官，历任日本驻意大利大使、日本驻新西兰大使。

## 生平
影井先后历任外务省条约课事务官、亚洲局东南亚课课长、联合国局局长、法务省入国管理局局长、外务大臣官房审议官等职。1977年至1979年，任日本驻新西兰大使。1979至1982年，任日本驻意大利大使（兼驻马耳他）。任内，意大利总统佩尔蒂尼于1982年3月9日至15日对日本进行国事访问。影井获颁意大利共和国功绩大十字骑士勋章。
2003年7月4日20时55分，影井梅夫因呼吸衰竭在东京都品川区医院病逝，享年83岁。

## 荣誉
日本勋章奖章
- 勋二等旭日重光章（1990年）

外国勋章奖章
- 意大利共和国功绩骑士大十字勋章（義大利語：Ordine al merito della Repubblica Italiana）（意大利，1982年3月9日公布[2]）：意大利总统佩尔蒂尼于1982年3月9日至15日对日本进行国事访问[3]。